# Rieutòrt de Randon
Riutòrt de Randon (en francès Rieutort-de-Randon) és un municipi francès situat al departament del Losera i a la regió d'Occitània.